# This Boy's Life
This Boy's Life (conocida en España e Hispanoamérica como Vida de este chico, La edad difícil o Mi vida como hijo) es una película de drama de 1993 basada en las memorias de Tobias Wolff, dirigida por Michael Caton-Jones y protagonizada por Leonardo DiCaprio, Robert De Niro y Ellen Barkin. 

## Argumento
En 1957, Caroline (Barkin), una madre separada y su hijo Toby (DiCaprio) huyen de la ciudad para encontrar una nueva vida. Terminan en un pequeño pueblo llamado Concrete en el estado de Washington, donde ella conoce a un educado y amable mecánico de taller llamado Dwight (De Niro). Caroline se casa con Dwight, pero pronto descubren que el que parecía un amable mecánico es un abusivo irracional que, con todos sus medios, hace la vida imposible al chico. Toby, por su actitud rebelde, continuamente se mete en problemas en la escuela. Mientras Toby crece, los abusos de Dwight empeoran, y crece su ansiedad por dejar el pueblo y sacar a Dwight de sus vidas. Caroline y Toby luchan por mantener la esperanza en una situación que parece imposible soportar.

## Reparto
| Actor             | Papel                 |
| ----------------- | --------------------- |
| Leonardo DiCaprio | Tobias "Toby" Wolff   |
| Robert De Niro    | Dwight Hansen         |
| Ellen Barkin      | Caroline Wolff Hansen |
| Jonah Blechman    | Arthur Gayle          |
| Eliza Dushku      | Pearl Hansen          |
| Chris Cooper      | Roy                   |
| Carla Gugino      | Norma Hansen          |
| Zachary Ansley    | Skipper Hansen        |
| Tracey Ellis      | Kathy                 |
| Kathy Kinney      | Marian                |
| Tobey Maguire     | Chuck Bolger          |

## Recepción
A pesar de que This Boy's Life recibió críticas favorables, logró un éxito moderado en la taquilla mundial. Significó el inicio de una sólida carrera cinematográfica para DiCaprio, quien más tarde aparecería en ¿A quién ama Gilbert Grape?, cinta que le otorgó nominaciones al Óscar al mejor actor de reparto y al Globo de Oro en la misma categoría.[cita requerida]

## Otros datos
- Se filmó en Washington, Utah y Vancouver.
- Debra Winger rechazó el papel de Caroline.
- Tobey Maguire audicionó para el papel principal pero el director Michael Caton-Jones y Robert De Niro optaron por DiCaprio. Maguire consiguió un papel secundario, que fue su debut cinematográfico, gracias a DiCaprio que es su amigo de la infancia.